# Hugues Quester
 (juillet 2020).
Si vous disposez d'ouvrages ou d'articles de référence ou si vous connaissez des sites web de qualité traitant du thème abordé ici, merci de compléter l'article en donnant les références utiles à sa vérifiabilité et en les liant à la section « Notes et références ».
Hugues Questerbert, dit Hugues Quester, est un acteur français, né le 5 août 1948, à Échemiré en Maine-et-Loire.

## Biographie
À 17 ans, un formulaire publicitaire l'oriente vers un cours d'art dramatique animé par Guy Kayat. En 1969, Roger Blin, qui l'avait remarqué dans ce cours, lui apprend que le jeune Patrice Chéreau cherche à compléter sa distribution de Richard II, de William Shakespeare. Au festival d'Avignon, en 1970, il joue  Early Morning (en) d'Edward Bond au côté de Maria Casarès. Il devient en 1972 le partenaire de Gérard Depardieu dans Saved, d'Edward Bond, sous la direction de Claude Régy.
Au cinéma, il débute dans le premier long métrage de Yannick Bellon, Quelque part quelqu'un, pour lequel Denise Bellon réalise des clichés du tournages et des portraits de lui. Patrice Chéreau l'engage pour jouer dans son premier film La Chair de l'orchidée au côté de Charlotte Rampling. Serge Gainsbourg lui propose un des rôles principaux dans le film Je t'aime moi non plus, mais c'est le théâtre qui l'anime.
Auprès de Patrice Chéreau, il joue dans le spectacle mythique La Dispute de Marivaux, et reçoit le Grand Prix Gérard-Philipe de la ville de Paris pour son interprétation de Treplev de Tchekhov, mis en scène par Lucian Pintilie en 1975. En 2003, le journal Le Monde titre : « Hugues Quester : dans l'infini du jeu ».
Hugues Quester au journal Libération : « J'aime profondément mon métier. Mon rapport avec lui est une éternelle illusion. Je suis accroché par les ongles à une muraille. Je sens qu'il y a une révélation, un code secret dont je chercherai la combinaison toute ma vie » [réf. nécessaire].
Par ailleurs, le metteur en scène et ancien administrateur de la Comédie-Française, Jacques Lassalle, déclarait : « Hugues Quester : un des plus beaux parcours d'acteur du Théâtre français » [réf. nécessaire].
Depuis 2004, il joue sous la direction d'Emmanuel Demarcy-Mota au théâtre de la Ville.

## Théâtre
- 1968 : Que ferez-vous en novembre ? de René Ehni, mise en scène Aldo Trionfo, théâtre de Lutèce
- 1970 : Richard II de William Shakespeare, mise en scène Patrice Chéreau, théâtre du Gymnase, Théâtre national de l'Odéon
- 1970 : Early morning d'Edward Bond, mise en scène Georges Wilson, Festival d'Avignon, TNP théâtre de Chaillot
- 1972 : Sauvés d'Edward Bond, mise en scène Claude Régy, TNP
- 1973 : Toller de Tankred Dorst, mise en scène Patrice Chéreau, TNP Villeurbanne
- 1973 : Toller de Tankred Dorst, mise en scène Patrice Chéreau, TNP
- 1973 : La Dispute de Marivaux, mise en scène Patrice Chéreau, théâtre de la Gaîté-Lyrique Festival d'automne à Paris
- 1974 : Toller de Tankred Dorst, mise en scène Patrice Chéreau, théâtre national de l'Odéon
- 1975 : La Mouette d'Anton Tchekhov, mise en scène Lucian Pintilie, théâtre de la Ville
- 1976 : Lulu de Frank Wedekind, mise en scène Claude Regy, théâtre de l'Athénée
- 1976 : Gilles de Rais de Roger Planchon, mise en scène de l'auteur, TNP Villeurbanne
- 1977 : Gilles de Rais de Roger Planchon, mise en scène de l'auteur, théâtre national de Chaillot
- 1977 : Le Songe d'une nuit d'été de William Shakespeare, mise en scène Pétrika Ionesco, théâtre des Amandiers
- 1977 : Gilles de Rais de Roger Planchon, mise en scène Roger Planchon, TNP
- 1978 : L'Aigle à deux têtes de Jean Cocteau, mise en scène Jean-Pierre Dusséaux, théâtre de l'Athénée
- 1979 : Graal Théâtre de Florence Delay et Jacques Roubaud, mise en scène Marcel Maréchal, théâtre de la Criée
- 1979 : Danton et Robespierre d'Alain Decaux, Stellio Lorenzi et Georges Soria, mise en scène Robert Hossein, palais des congrès de Paris
- 1980 : Le Conte d'hiver de William Shakespeare, mise en scène Jorge Lavelli, Festival d'Avignon, théâtre de la Ville
- 1981 : Histoires de la forêt viennoise d'Ödön von Horváth, mise en scène Gabriel Garran, théâtre de la Commune
- 1981 : La Duchesse d'Amalfi de John Webster, mise en scène Adrian Noble, théâtre Silvia-Monfort
- 1984 : L'Illusion comique de Corneille, mise en scène Giorgio Strehler, théâtre de l'Odéon
- 1988 : La Liberté ou la mort d'après Danton et Robespierre d'Alain Decaux, Stellio Lorenzi et Georges Soria, mise en scène Robert Hossein, palais des congrès de Paris
- 1991 : Le Pilier de Yachar Kemal, mise en scène Mehmet Ulusoy, théâtre national de la Colline, théâtre Jean-Vilar Louvain-la-Neuve
- 1992 : John et Mary de Pascal Rambert, mise en scène Pascal Rambert, théâtre Nanterre-Amandiers
- 1992 : Kvetch de Steven Berkoff, mise en scène Jorge Lavelli, théâtre national de la Colline
- 1993 : Cache-cache avec la mort de Mikhaïl Volokhov, mise en scène Bernard Sobel, théâtre de Gennevilliers
- 1993 : Kvetch de Steven Berkoff, mise en scène Jorge Lavelli, Festival d'Avignon
- 1994 : L'Ile des Esclaves de Marivaux, mise en scène Jean-Luc Lagarce, Théâtre de l'Athénée
- 1994 : Andromaque d'Euripide, mise en scène Jacques Lassalle, Festival d'Avignon
- 1996 : L'Homme difficile d'Hugo von Hofmannsthal, mise en scène Jacques Lassalle, Théâtre Vidy-Lausanne, Théâtre national de la Colline
- 1996 : L'Homme difficile d'Hugo von Hofmannsthal, mise en scène Jacques Lassalle, Théâtre national de la Colline
- 1998 : Pour un oui ou pour un non de Nathalie Sarraute, mise en scène Jacques Lassalle, Théâtre national de la Colline
- 1999 : Le Marchand de Venise de William Shakespeare (en remplacement de Philippe Clévenot), mise en scène Stéphane Braunschweig, Théâtre des Bouffes-du-Nord
- 2000 : Pour un oui ou pour un non de Nathalie Sarraute, mise en scène Jacques Lassalle, Théâtre de l'Atelier
- 2001 : Stella de Goethe, mise en scène Bruno Bayen, MC93 Bobigny, Théâtre national de Strasbourg
- 2001 : Six personnages en quête d'auteur de Luigi Pirandello, mise en scène Emmanuel Demarcy-Mota2001/2002 Comédie de Reims ; tournée en 2002, 2003 : Théâtre du Nord, Théâtre des Bouffes du Nord, Théâtre de la Ville
- 2002 : Visites de Jon Fosse, mise en scène Marie-Louise Bischofberger, Festival d'Avignon
- 2004 : La Danse de mort de August Strindberg, mise en scène Jacques Lassalle, Théâtre de l'Athénée-Louis-Jouvet
- 2004, 2006 : Rhinocéros d'Eugène Ionesco, mise en scène Emmanuel Demarcy-Mota, théâtre de la Ville
- 2007 : Homme pour homme de Bertolt Brecht, mise en scène Emmanuel Demarcy-Mota, Théâtre de la Ville, Comédie de Reims
- 2008 : Homme pour homme de Bertolt Brecht, mise en scène Emmanuel Demarcy-Mota, Comédie de Reims, tournée
- 2009, 2010 : Casimir et Caroline d'Ödön von Horváth, mise en scène Emmanuel Demarcy-Mota, théâtre de la Ville
- 2011, 2012, 2013 : Victor ou les Enfants au pouvoir de Roger Vitrac, mise en scène Emmanuel Demarcy-Mota, théâtre de la Ville puis Barcelone et Séoul
- 2011, 2012, 2013, 2014 : Rhinocéros d'Eugène Ionesco, mise en scène Emmanuel Demarcy-Mota, tournée internationale
- 2014, 2022 : Six personnages en quête d'auteur de Pirandello, mise en scène Emmanuel Demarcy-Mota, reprise au théâtre de la Ville et tournée internationale (Ann Harbor, Berkeley, New York, Villeurbanne, Paris)Florence Théâtre Della Pergola 2022
- 2017 : L'État de siège d'Albert Camus, mise en scène Emmanuel Demarcy-Mota, Théâtre de la ville - Espace Pierre Cardin. (tournée France et USA)2018 à 2020 reprise de "Six Personnages " L. Pirandello .2023 Fantômes de Naples M/s Emmanuel Demarcy-Mota 2024 "Fantômes" de Philippe Minyana M/s Laurent Charpentier Théâtre Sarah Bernhardt

## Filmographie

### Cinéma

#### Longs métrages
- 1969 : Mister Freedom de William Klein : figuration
- 1972 : Quelque part quelqu'un de Yannick Bellon
- 1972 : La Rose de fer de Jean Rollin (sous le nom de Pierre Dupont)
- 1974 : La Chair de l'orchidée de Patrice Chéreau
- 1975 : Je t'aime, moi non plus de Serge Gainsbourg
- 1977 : L'Honorable Société d'Anielle Weinberger
- 1978 : L'Adolescente de Jeanne Moreau
- 1981 : La Nuit de Varennes (Il mondo nuovo) d'Ettore Scola
- 1982 : Une pierre dans la bouche de Jean-Louis Leconte
- 1983 : La Ville des pirates de Raoul Ruiz
- 1983 : Polar de Jacques Bral
- 1985 : Escalier C de Jean-Charles Tacchella
- 1985 : Parking de Jacques Demy
- 1985 : Visage de chien de Jacek Gasiorowski
- 1985 : No Man's Land d'Alain Tanner
- 1986 : Rue du départ de Tony Gatlif
- 1986 : Anne Trister de Léa Pool
- 1987 : Les Matins chagrins de Jean-Pierre Gallepe
- 1987 : Hôtel du Paradis de Jana Boková
- 1987 : Un Dieu rebelle (Es ist nicht leicht ein gott zu sein) de Peter Fleischmann
- 1988 : Una notte, un sogno de Massimo Manuelli
- 1989 : Conte de printemps d'Éric Rohmer
- 1991 : Mauvais garçon de Jacques Bral
- 1992 : Trois Couleurs : Bleu, de Krzysztof Kieślowski
- 1993 : Grande petite de Sophie Fillières
- 1993 : Mina Tannenbaum de Martine Dugowson
- 1996 : Le Bassin de J.W. de João César Monteiro
- 1996 : Souvenir de Michael H. Shamberg (en)
- 2000 : La Chambre obscure de Marie-Christine Questerbert
- 2003 :  Un gout de sel d'Hélène Marini

#### Courts métrages
- 1975 : Le Refus de Jean-Michel Carré
- 1982 : Un été nommé désir de Frédéric de Foucaud
- 1991 : Cinématon no 1493 de Gérard Courant
- 1993 : Bartleby ou les Hommes au rebut de Véronique Tacquin
- 1993 : Les Petits Objets d'amour de Pascale Risterucci
- 1994 : L'Anniversaire de Christine Questerbert de Gérard Courant
- 1999 : Vie et Mort d'un instant d'ivresse de Lydia Veerecke
- 2002 : Si cinq rois valaient cette dame de Pierre-Alain Lods

### Télévision

#### Téléfilms
- 1978 : Les Enquêtes du commissaire Maigret, épisode Maigret et le Tueur de Marcel Cravenne : Robert Harteau, le tueur
- 1982 : Julien Fontanes, magistrat de François Dupont-Midy, épisode : Une fine lame
- 1984 : Le Mystérieux Docteur Cornélius mini-série TV de Maurice Frydland
- 1984 : Noces de soufre de Raymond Vouillamoz
- 1985 : La Reverdie de Philippe Condroyer
- 1986 : Le salon du prêt à saigner de Joseph Bialot
- 1988 : Les Cinq Dernières Minutes Un modèle de genre de Gilles Combet
- 1991 : Vous êtes folle, Imogène de Paul Vecchiali
- 1992 : Lycée alpin
- 2000 : À propos de Bérénice de Jean-Daniel Verhaeghe, Arsace

## Distinctions

### Récompenses
- 1975 : Grand prix Gérard Philipe de la ville de Paris
- Prix du Syndicat de la critique 2002 : meilleur comédien pour Six personnages en quête d'auteur
- Molières 2010 : nomination pour le Molière du comédien dans un second rôle pour Casimir et Caroline

### Décorations
- Chevalier de la Légion d'honneur
- Commandeur de l'ordre des Arts et des Lettres
- Officier de l'ordre national du Mérite

## Critiques
- « Six Personnages en quête d’auteur, où on découvrit ce père tyrannique et touchant, terrible et dérisoire, impérieux et démuni, puis Rhinocéros, d’Ionesco, où il en vint presque à devenir cet animal, sans déguisement ni prothèse, Homme pour homme, où il parvint à composer dans son Galy Gay toutes les tendances contradictoires de ce personnage à qui Brecht impose tant d’exigences et dans lequel il met peut-être aussi tant de lui-même. Et aussi Melquiot… Sans parler de ses lectures qu’il prépare avec tant de patience et de ténacité. Qu’il les fait, dirais-je, moins en acteur qu’en poète, grâce au souffle assez unique de sa voix, dont la tendresse insistante semble dissimuler de sauvages secrets. Au fond, si la pierre d’angle symbolise la construction tout entière, j’aurais envie de dire qu’Hugues Quester est non seulement un grand acteur, mais aussi, au pur sens du mot, un homme de théâtre », Emmanuel Demarcy-Mota [source insuffisante].
- « À la scène comme à l’écran, l’acteur glisse d’une personne à une autre, endossant les plus grands rôles. Il est des acteurs qui, sortis de la scène, oublient leurs paillettes pour venir, aussi simplement qu’humainement, à la rencontre du public. Hugues Quester est de ceux-là. De bonne grâce, il se plie au jeu et raconte son parcours hors du commun. Il a dix-sept ans lorsque Roger Blin le repère dans un cours de théâtre gratuit dirigé par Guy Kayat à Malakoff. “ À cette époque, j’habitais à l’hôtel du Départ à Clamart. Je me levais à 5 h 30 pour rejoindre le dépôt de la porte de Versailles où je réparais des contacteurs de métro. Chaque soir, je retrouvais les cours d’art dramatique et tard dans la nuit, tout au long du chemin, je répétais à haute voix mes rôles ”. Chéreau auprès de qui il passe “ quelques années flamboyantes ”, avant sa rencontre déterminante avec Maria Casarés. Puis le tourbillon s’accélère. il tourne sous la direction de grands noms du cinéma, Gainsbourg, Rohmer, pour ne citer qu’eux, travaille ave Régy, Lassalle, Pintillié. ” j’ai toujours espéré d’un metteur en scène qu’il cultive ma capacité d’étonnement, qu’il m’ouvre des espaces imaginaires. Ces rencontres m’ont donné le goût du théâtre aussi exigeant que populaire, tandis que sa vocation se vérifiait de rôle en rôle. Un talent vite confirmé par des prix prestigieux, du Prix Gérard Philipe, à ses débuts, au Grand Prix de la Critique en 2002 », Laure Gravier pour le magazine[Lequel ?] France Culture [source insuffisante].